# Dzihunia turdakovi
 Dzihunia turdakovi és una espècie de peix de la família dels balitòrids i de l'ordre dels cipriniformes.

## Morfologia
- Els mascles poden assolir 6,8 cm de longitud total.[6][4]

## Hàbitat
És un peix d'aigua dolça, bentopelàgic i de clima temperat.

## Distribució geogràfica
Es troba a l'Àsia central: el Kirguizstan.